# Dolgoe
Dolgoe är en sjö i Antarktis. Den ligger i Östantarktis. Australien gör anspråk på området. Dolgoe ligger 35 meter över havet.